# George C. Scott
För andra personer med liknande namn se George Scott

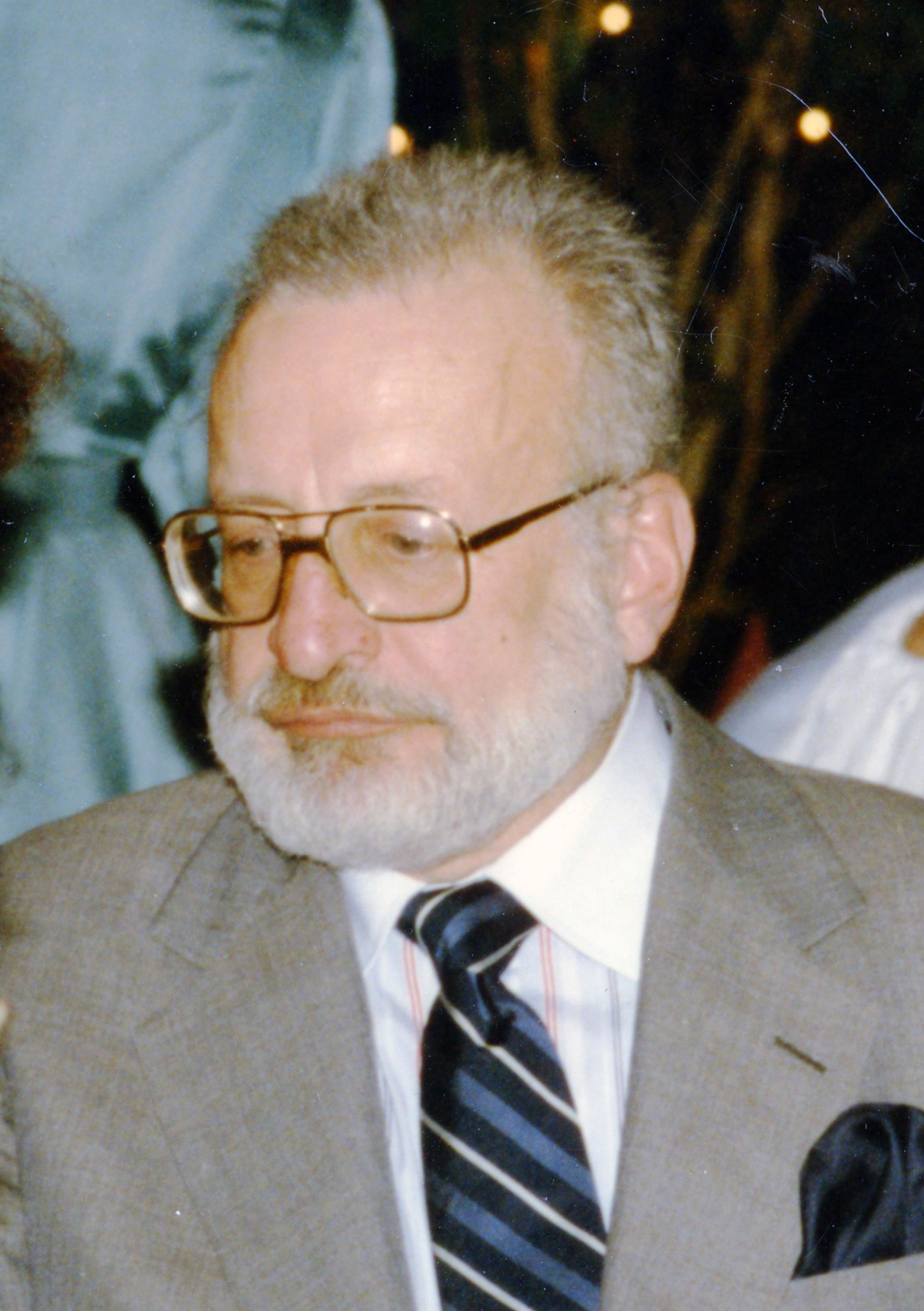
George C. Scott efter premiären av teaterpjäsen Design for Living, 1984.

George Campbell Scott, född 18 oktober 1927 i Wise, Virginia, död 22 september 1999 i Westlake Village, Kalifornien, var en amerikansk skådespelare, regissör och producent. Scott är främst känd för sitt arbete på scenen såväl som för rollen som pansargeneralen George S. Patton i Patton – Pansargeneralen (1970), som den bombastiska General Buck Turgidson i Stanley Kubricks Dr. Strangelove (1964) och som Ebenezer Scrooge i Clive Donners En julsaga (1984). Han var också känd för sin ganska skrovliga röst.
Scott var den första skådespelaren att vägra att motta en Oscar för bästa manliga huvudroll (för Patton, 1970), efter att ha förvarnat Amerikanska filmakademien månader i förväg att han skulle göra så av filosofiska skäl, om han vann. Scott ansåg att varje rolltolkning var unik och inte kunde jämföras med andra.

## Biografi
George C. Scott föddes i Wise, Virginia och hans föräldrar var Helena Agnes (född Slemp, 1904–1935) och George Dewey Scott (1902–1988). Han var den ende sonen och hade en äldre syster. Hans mor dog innan han fyllde åtta år, och han växte upp med sin far, en chefstjänsteman på Buick Motor Company. Scotts mors morbror var den republikanske representanten C. Bascom Slemp från Virginia.
Scott tog värvning i Marinkåren och tjänstgjorde mellan åren 1945 och 1949. Efter militärtjänsten började Scott på University of Missouri där han läste journalistik. Han lämnade universitetet efter ett år för att börja med skådespeleri och filmdebuterade 1958.
George C. Scott Oscarbelönades för sin roll som den amerikanske pansargeneralen George S. Patton i Patton – Pansargeneralen (1970). Han tog dock inte emot priset eftersom han inte ansåg sig tävla mot andra skådespelare. Filmens producent Frank McCarthy tog emot priset på Oscarsgalan men lämnade nästa dag tillbaks det till Oscarsakademin, i enlighet med Scotts önskemål.
Scott drabbades av flera hjärtattacker under 1980-talet. Han avled 1999 och är begravd på Westwood Village Memorial Park Cemetery i Kalifornien.

### Privatliv
Scott var gift fyra gånger, bland annat med skådespelaren Colleen Dewhurst 1960–1965 och 1967–1972. Tillsammans med Dewhurst fick han sonen Campbell Scott. Från 1972 till sin död var han gift med skådespelaren Trish Van Devere, som han medverkade i flera filmer tillsammans med.

## Filmografi i urval
| År        | Filmtitel                                                                 | Roll                           | Noter |
| --------- | ------------------------------------------------------------------------- | ------------------------------ | --- |
| 1958      | The DuPont Show of the Month                                              | Jacques                        | Episod: "A Tale of Two Cities" |
| 1959      | De hängdas trä                                                            | George Grubb                   | |
| 1959      | The United States Steel Hour                                              | Marshal Gulliver               | Episod: "Trap for a Stranger" |
| 1959      | Analys av ett mord                                                        | Claude Dancer                  | Nominerad—Oscar för bästa manliga biroll |
| 1961      | Fifflaren                                                                 | Bert Gordon                    | Nominerad—Oscar för bästa manliga biroll Nominerad—Golden Globe Award for Best Supporting Actor – Motion Picture Nominerad—Golden Globe Award for New Star of the Year – Actor |
| 1961      | The Power and the Glory                                                   | Polis                          | TV-film |
| 1963      | Dödslistan                                                                | Anthony Gethyrn                | |
| 1963–1964 | East Side/West Side                                                       | Neil Brocker                   | 26 avsnitt Nominerad—Primetime Emmy Award for Outstanding Lead Actor in a Drama Series |
| 1964      | Dr. Strangelove eller: Hur jag slutade ängslas och lärde mig älska bomben | General Buck Turgidson         | |
| 1964      | Den gula Rolls-Roycen                                                     | Paolo Maltese                  | |
| 1966      | Bibeln... i begynnelsen                                                   | Abraham                        | |
| 1966      | Aldrig med min fru                                                        | "Tank" Martin                  | |
| 1967      | Rufflaren                                                                 | Mordecai Jones                 | |
| 1968      | Petulia                                                                   | Dr. Archie Bollen              | New York Film Critics Circle Award for Best Actor (2:a plats) |
| 1969      | This Savage Land                                                          | Jud Barker                     | TV-film |
| 1970      | Patton – Pansargeneralen                                                  | General George S. Patton, Jr.  | Oscar för bästa manliga huvudroll Golden Globe Award for Best Actor – Motion Picture Drama Kansas City Film Critics Circle Award for Best Actor Laurel Award for Best Dramatic Performance, Male National Board of Review Award for Best Actor National Society of Film Critics Award for Best Actor New York Film Critics Circle Award for Best Actor Nominerad—BAFTA Award for Best Actor in a Leading Role |
| 1970      | Jane Eyre                                                                 | Edward Rochester               | Nominerad—Primetime Emmy Award for Outstanding Lead Actor in a Miniseries or a Movie |
| 1971      | Kanske en Sherlock Holmes                                                 | Justin Playfair                | Nominerad—BAFTA Award for Best Actor in a Leading Role |
| 1971      | Jakten på Harry Garmes                                                    | Harry Garmes                   | |
| 1971      | Kliniken                                                                  | Dr. Herbert Bock               | Nominerad—Oscar för bästa manliga huvudroll Nominerad—BAFTA Award for Best Actor in a Leading Role Nominerad—Golden Globe Award for Best Actor – Motion Picture Drama |
| 1972      | I lagens namn...                                                          | Kilvinski                      | |
| 1972      | Hämnden                                                                   | Dan Logan                      | Även regissör |
| 1973      | Oklahomas svarta guld                                                     | Noble Mason                    | |
| 1973      | Operation Alpha                                                           | Dr. Jake Terrell               | |
| 1974      | The Savage is Loose                                                       | John                           | Även regissör |
| 1974      | Den stora bankstöten                                                      | Walter Upjohn Ballentine       | |
| 1975      | Hindenburg                                                                | Ritter                         | |
| 1976      | Beauty and the Beast                                                      | The Beast                      | TV-film |
| 1977      | Öar i strömmen                                                            | Thomas Hudson                  | |
| 1977      | Fäkta för livet!                                                          | Ruffler                        | |
| 1978      | Movie Movie                                                               | Gloves Malloy/Spats Baxter     | Nominerad—Golden Globe Award for Best Actor – Motion Picture Musical or Comedy |
| 1979      | Hardcore                                                                  | Jake VanDorn                   | |
| 1980      | Hämnd ur det förflutna                                                    | John Russell                   | Genie Award for Best Performance by a Foreign Actor |
| 1980      | Den hemliga formeln                                                       | Lt. Barney Caine               | |
| 1981      | Tapto                                                                     | General Harlane Bache          | |
| 1982      | Oliver Twist                                                              | Fagin                          | TV-film |
| 1984      | En julsaga                                                                | Ebenezer Scrooge               | TV-film Nominerad—Primetime Emmy Award for Outstanding Lead Actor in a Miniseries or a Movie |
| 1984      | Eldfödd                                                                   | John Rainbird                  | |
| 1985      | Mussolini: The Untold Story                                               | Benito Mussolini               | TV-film |
| 1986      | The Murders in the Rue Morgue                                             | Auguste Dupin                  | |
| 1986      | The Last Days of Patton                                                   | General George S. Patton, Jr.  | TV-film |
| 1987-1988 | Mr. President                                                             | President Samuel Arthur Tresch | 24 avsnitt |
| 1989      | The Ryan White Story                                                      | Charles Vaughan, Sr.           | |
| 1990      | Descending Angel                                                          | Florian Stroia                 | |
| 1990      | Exorcisten III                                                            | Kinderman                      | Nominerad—Razzie Award for Worst Actor |
| 1990      | Bernard och Bianca i Australien                                           | McLeach                        | |
| 1990      | Cartoon All-Stars to the Rescue                                           | Smoke                          | |
| 1993      | Skenet bedrar                                                             | Dr. Martin Kessler             | |
| 1994      | Traps                                                                     | Joe Trapcheck                  | 5 avsnitt |
| 1995      | Angus                                                                     | Grandpa Ivan                   | |
| 1995      | The Whipping Boy                                                          | Blind George                   | TV-film |
| 1995      | Tyson                                                                     | Cus                            | TV-film |
| 1996      | Titanic                                                                   | Kapten Edward J. Smith         | TV-film |
| 1997      | 12 edsvurna män                                                           | Jurymedlem #3                  | TV-film Golden Globe Award for Best Supporting Actor – Series, Miniseries or Television Film Primetime Emmy Award for Outstanding Supporting Actor in a Miniseries or a Movie Nominerad—Screen Actors Guild Award for Outstanding Performance by a Male Actor in a Miniseries or Television Movie |
| 1997      | Country Justice                                                           | Clayton Hayes                  | TV-film |
| 1999      | Gloria                                                                    | Ruby                           | |
| 1999      | Rocky Marciano - den obesegrade mästaren                                  | Pierino Marchegiano            | TV-film |
| 1999      | Vad vinden sår                                                            | Matthew Harrison Brady         | TV-film Nominerad—Screen Actors Guild Award for Outstanding Performance by a Male Actor in a Miniseries or Television Movie |